# Gastronomía de Baviera

Baviera.

La cocina de Baviera es el conjunto de platos y costumbres del estado de Baviera (Alemania) y uno de los elementos más identificadores de la cocina alemana del sur. Se trata de una cocina básica, fundamentada en el gusto de los labradores que antaño cuidaban los campos de Baviera. Las características más generales de esta cocina bávara es la abundante carne especiada, frecuentemente servida asada, los platos de pasta y de harina.
De esta forma se puede distinguir una cocina de Franconia, así como la cocina de Suabia como elementos indispensables de la cocina de Baviera. Una costumbre bávara muy frecuente es el denominado Brotzeit, que se realiza en la mayoría de los Imbiss, y es una 'parada' entre el desayuno y el almuerzo en el que se come un aperitivo.

## Entrantes
- Griebenschmalz

## Sopas
- Pfannkuchensuppe
- Brotsuppe
- Hochzeitssuppe
- Sauerne Suppe (Sopa de leche elaborada)
- Leberknödelsuppe
- Leberspatzensuppe
- Griesnockerlsuppe
- Speckknödelsuppe

## Platos Principales
- Saures Lüngerl

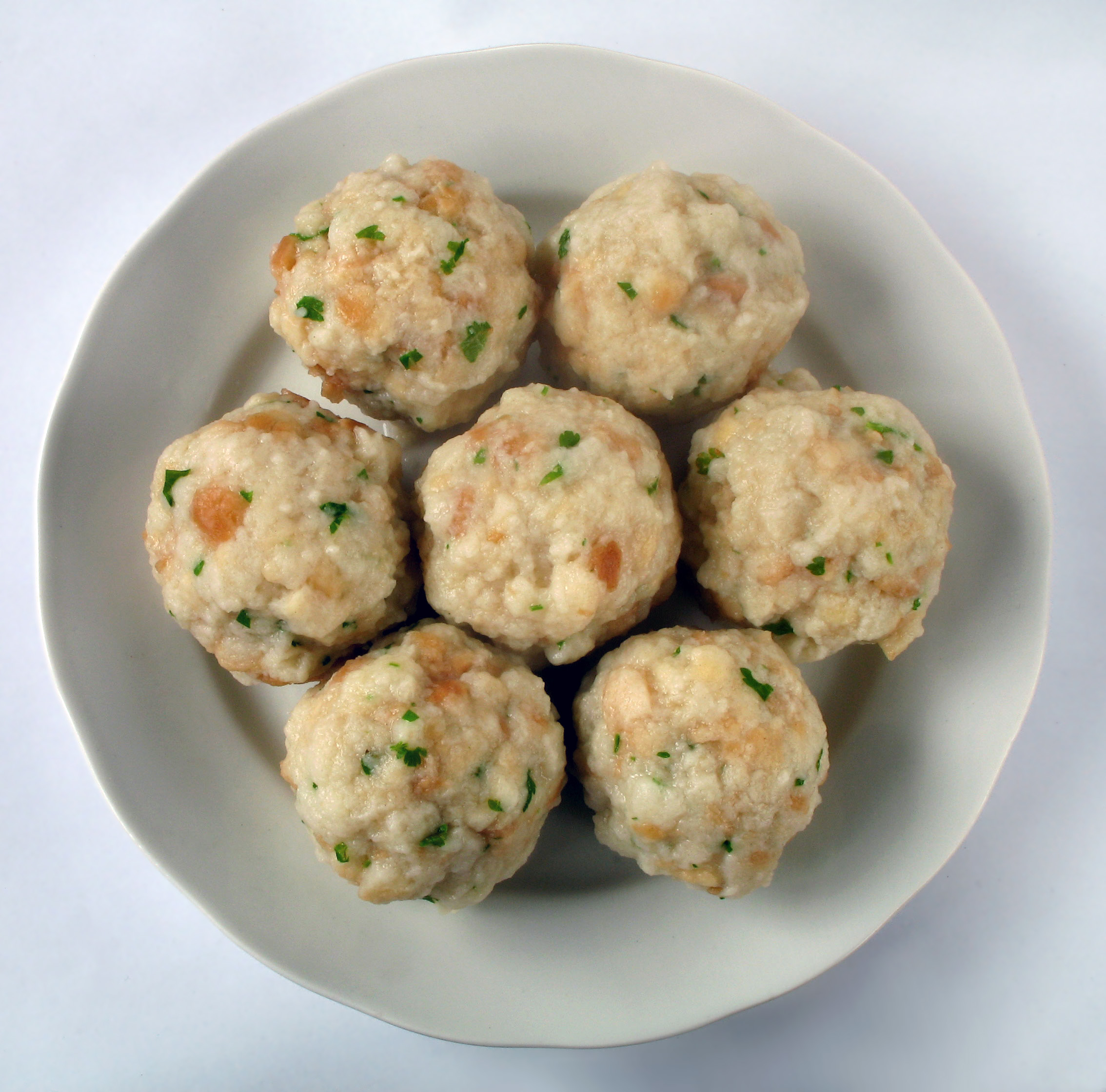
Plato con unos apetitosos Semmelknödel listos para hacer de acompañamiento.

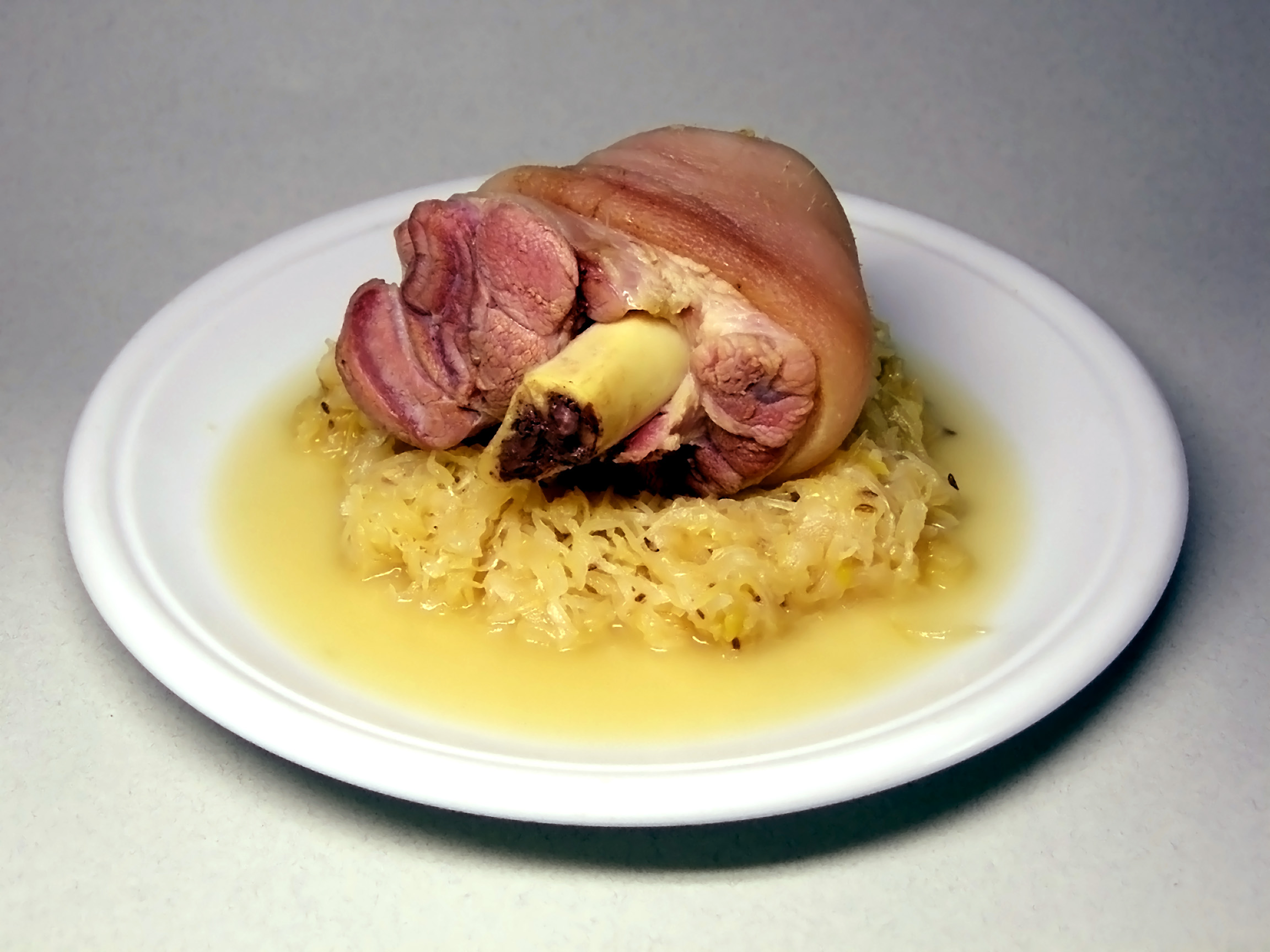
Sauerkraut.

- Schweinsbraten con Kartoffelknödel o Semmelknödel
- Surbraten
- Krustenbraten
- Tellerfleisch
- Schweinshaxe
- Sauerbraten
- Kronfleisch
- Pichelsteiner
- Kalbsvögerl
- Reiberdatschi
- Fingernudeln
- Schupfnudeln
- Schmalznudeln
- Rohrnudeln
- Schuxen
- Bröselschmarrn
- Fleischpflanzerl
- Krautwickerl
- Spanferkel
- Bröselbart

## Dulces
- Kaiserschmarrn
- Apfelkücherl
- Dampfnudel
- Germknödel

## Postres
- Apfelstrudel
- Bienenstich
- Gugelhupf
- Zwetschgendatschi
- Topfenstrudel (también Millirahmstrudel)
- Bavesen (Armer Ritter)
- Bayerische Creme
- Prinzregententorte

## Especialidades
- Böfflamott („Bœuf à la mode“)
- Münchner Zwiebelfleisch
- Bayerischer Kartoffelsalat
- Erdäpfelkäse
- Erdäpfel/Gurkensalat
- Bayerischer Wurstsalat
- Krautsalat (Ensalada)
- Leberkäs
- Blaukraut
- Apfelsauerkraut
- Obatzter (en dialecto de Franconia: Grupfter)
- Bayerischer Blauschimmelkäse
- Sulz
- Weißwurst con dulce-Senf casero
- Blutwurst (Se trata de una morcilla)
- Bierwurst
- Gelbwurst
- Milzwurst
- Wollwurst
- Stockwurst
- Regensburger Wurst
- Ausgezogene
- Krapfen
- Bayerische Malzbonbons (Blockmalz)
- Kren
- Radi
- Brezen (no son los Brezel)
- Gwixte (Mehlklößchen que es un Kloß de harina) como acompañamiento
- Schwarzgeräuchertes o Geselchtes (tipo de jamón)
- Allerseelenzopf
- Spargel
- Hallertauer Hopfen
- Steckerlfisch
- Presssack
- Schuchsen (Schuxen)
- Bauernseufzer (un tipo de Bratwurst)

## Especialidades de Suavia
- Kässpätzle
- Allgäuer Zwiebelrostbraten
- Allgäuer Bergkäse
- Schupfnudeln

## Especialidades de Franconia
- Nürnberger Rostbratwurst - salchicha
- Nürnberger Lebkuchen
- Fränkischer Zwiebelkuchen - Pastel de cebollas
- Fränkisches Holzofenbrot
- Kletzenbrot
- Schlachtschüssel
- Saure Zipfel
- Schneeballen
- Schäufele

## Bebidas
- Weißbier
- Helles
- Radler
- Märzen
- Starkbier
- Russ
- Bärwurzschnaps
- Blutwurzschnaps un aguardiente de la potentilla erecta
- Enzianschnaps
- Obstler
- Vino de Franconia